# ボエモン2世 (アンティオキア公)
ボエモン2世（フランス語: Bohémond II d'Antioche, イタリア語: Boemondo II d'Antiochia, 1107/1108年 - 1130年2月）とは、ターラント公・アンティオキア公を歴任した12世紀のノルマン人貴族である。父親はボエモン1世であり、彼は1108年にデアボリス条約の下で東ローマ帝国の権威を認め従属を強いられ、失意のうちに亡くなったが、その3年後、そんな父の跡を継いで母コンスタンス・ド・フランスの後見の下でボエモン2世はターラント公位を継承した。この頃ボエモン2世はまだ幼かったため、アンティオキア公国の運営は叔父タンクレード（1111年まで）、ルッジェーロ・ディ・サレルノ（1111年から1119年まで）が実質的に取り仕切った。1119年にアジェ・サンギニスの戦いでルッジェーロが戦死したのち、アンティオキア公国の統治はエルサレム王ボードゥアン2世が行った。しかしボードゥアンはボエモンのアンティオキア統治権に対する正統性を認識しており、アンティオキアをエルサレム王国に併合する気はなかったとされる。
1126年秋、ボエモン2世はアンティオキアに入城した。彼は周辺のムスリム領主に対して数々の軍事遠征を敢行し成功させていたが、十字軍貴族ジョスラン・ド・クルトネーと対立したことで、その隙をついてテュルク系イスラム領主イマードゥッディーン・ザンギーがモースル・アレッポを占領。結果、ザンギーの勢力拡大に繋がった。一方この頃、1128年にシチリア伯ルッジェーロ2世がターラント公国を征服した。ボエモンはその後、キリキア・アルメニア王国に対して軍事遠征を行ったが、遠征中にダニシュメンド朝のエミール・ガーズィーの軍勢に奇襲され、殺害された。ボエモンの首はエンバーミングされたのちにアッバース朝のカリフのもとに送り届けられた。

## 若年期
ボエモン2世はアンティオキア公ボエモン1世と公妃コンスタンス・ド・フランスの間に生まれた。誕生年は1107年若しくは1108年であるとされている。1104年、父ボエモン1世は東ローマ帝国に対抗するための軍事支援を得るべくヨーロッパに帰還しており、彼の不在中甥のタンクレードにアンティオキア統治を委任した。1108年に発布された2つの現存する勅許状には アンティオキア公 タンクレードと記されているものが存在している。同年9月、ボエモン1世は東ローマ帝国に屈しデアボリス条約の締結を強いられたが、この条約によりアンティオキア公国がボエモン1世の死と同時に帝国領に併合されることが取り決められていた。
1111年、プーリャでボエモン1世が亡くなった。彼の息子ボエモン2世はまだ幼かったため、継承した2つの公領の一つであるターラント公国の統治は彼の母親コンスタンスが担った。東ローマ皇帝アレクシオス1世コムネノスはアンティオキアを統べるタンクレードに対し使者を派遣し、公領の引き渡しを命じたが、多タンクレードは拒否し、自ら統治し続けた。1112年にタンクレードが亡くなったのちは、彼の甥ルッジェーロ・ディ・サレルノがアンティオキア統治を引き継いだ。
当時のルッジェーロの公国における立場については詳しく分かっていない。ギヨーム・ド・ティールによれば、先の摂政タンクレードは「ボエモンやその後継者の要求があれば、公爵位の譲渡を拒まず行う」という了解の下で、ルッジェーロを摂政としての自身の継承者に任じたという。しかしルッジェーロはその後、アンティオキア公の爵位を自ら名乗るようになり、自身が正当なアンティオキア公であるとみなすようになった。
同時代の年代記編者フーシェ・ド・シャルトルは、「ルッジェーロは、当時母君と共にアプリアに御座していた己が主君から、公爵位の相続権をかすめ取った。」と非難している。また、1117年から1119年にかけてボエモンのイタリア半島内における支配地域で発布された勅許状では、ボエモン2世は「アンティオキア公の息子である」と記されてはいたものの、アンティオキア公とは記されていなかった。
1119年6月28日、ルッジェーロをはじめとする多くのアンティオキア諸侯がアジェ・サンギニスの戦い（血の野原の戦いとも）で戦死したことを受けて、エルサレム王ボードゥアン2世はマルディンを拠点にアンティオキアに対する攻勢を強めていたアルトゥク朝の君主イルガジからシリア地域を死守するため、アンティオキアに急行した。アンティオキアの諸侯たちはボードゥアン2世をアンティオキアの統治者として承認したが、同時にアンティオキア公国自身はボエモンが正当な継承権を有する公国であるとも認識していたと当時のアンティオキア公国の尚書部長官ゴーティエ（en:Walter the Chancellor）は記している。またボードゥアン2世はボエモンが公国に帰還した際には彼に公国を譲渡するとの約定をも締結した。またこの際、ボードゥアン王との間で行われた会談において、ボエモンと王の娘アリックスとの婚約や、ボエモンが公国に不在であった期間に授与された称号等に対する請求権の放棄が取り決められた。
1123年、今度はボードゥアン2世がムスリム側の捕虜にとられ、アンティオキアの住民らはイタリアに使者を派遣し、ボエモンに対して公国に来るように強く要請した。この時ボエモンは16才であり成人をすでに迎えていた。ギヨーム・ド・ティールによれば、ボエモンはプッリャ公グリエルモ2世との間で「2人のうち後継者なく先に死んだ方の領土は、もう片方が継承する」という取り決めを行ったという。しかしギヨームのこの記述の真偽は定かではない。当時のイタリア人歴史家アレッサンドロ・ディ・テレーゼは、ボエモンはシリアに向かって旅立つ前に自身のイタリアにおける領国をローマ教皇に託したと記しているが、一方当時シチリア王国の外交官であったロムアルド・グアルナは、「ボエモンはアレッサンドロ伯をイタリア領の監督官に任じ、彼にこれらの領土を託した」と言及している。そして1126年9月、ボエモンはオトラント港から24隻の艦隊と共に、アンティオキアに向けて出港した。

## アンティオキア公時代

1135年ごろの十字軍国家

同年、10月または12月にアンティオキア公国領内の聖シメオン港に上陸した。ボエモンはアンティオキアに向かい、その地でボードゥアン2世と面会したのちに公国を譲渡された。ボエモンはボードゥアン2世の立ち会いのもとで、アンティオキア公に正式に任ぜられた。マシュー・ド・エデッサはボエモン2世の事を「力強く多大な権力を有している」と評している。ボエモンのシリア来着から程なくして、イルガジの息子でレイ地方の総督であったマジュド・ウッダウラ（Sohn Badr ad-Daulah Suleiman）がカファルターブを占領した際、ボエモンは1127年初頭に早急に当地を奪還した。20世紀の歴史家スティーヴン・ランシマンによれば、当時のアラブ人詩人ウーサマ・イブン・ムンキズが記録しているボエモンによるバヌ・ムンキズ領シャイザル地域に対する攻撃も、この頃に行われたものであると主張している。
1127年には、ボエモンはエデッサ伯ジョスラン1世とも対立したが、この対立の原因については文献に言及が残されていない。ランシマンによれば、かつてはアンティオキア公国領だった領土で当時はモースル領主アクスンクル・アル＝ブルスキーが統治していた地域をジョスラン伯が攻め取るという出来事が起きており、またそれに加えて、先のアンティオキア公ルッジェーロがジョスラン伯との間で交わしていた「後妻としてマリアがエデッサに嫁いだ際の持参金としてアアザーズをエデッサ伯国に割譲する」という取り決めの履行をボエモンが拒否するという事件も起きていたという。ボエモンが遠征をおこなっている隙をついて、ジョスラン伯はテュルク傭兵を伴ってアンティオキア公国に侵攻し、辺境地域の村落を襲撃した。
ジョスラン伯の侵攻を受けて、ラテン・アンティオキア総大司教ベルナール・ド・ヴァランスはエデッサ伯国に対して聖務禁止令を課した。エルサレム王ボードゥアン2世は1128年初頭にシリア地域に急行し、両者の和解を買って出た。この時、ジョスラン伯は重篤な病に苦しんでおり、彼はボエモンに対して土地を返還し敬意を表することに同意した。しかし、両者がいがみ合っている中、ブルスキーの後を継いでモースル総督に就任したザンギーは同年6月28日にアレッポを無抵抗のうちに占領した。
一方この頃、1127年7月25日、ボエモンの従兄弟であるプッリャ公ギヨーム2世が後継者を残すことなく亡くなった。ギヨームの死後、ギョーム・ボエモンの従兄弟であるシチリア伯ルッジェーロ2世がプッリャ公国の征服を企み、ローマ教皇ホノリウス2世の中止勧告を無視し、1128年5月にボエモンのイタリア領に侵攻した。侵攻後、ルッジェーロ伯は大した抵抗を受けることなくターラント、オトラント、ブリンディジを立て続けに占領し、6月15日にボエモンのイタリア領を全て支配下に置いた。
1129年11月、トルコ系ブーリー朝総督タジ・ウルムルク・ブーリと暗殺教団が対立している隙をついて、ボードゥアン2世はダマスカス地域に侵攻しバニアスを包囲した。ボエモン公とジョスラン伯は共にこの包囲戦に参加したが、激しい雷雨により十字軍は撤退を強いられた。
ボエモンはその後、キリキア・アルメニア王国にかつて奪われていたアナザルブスの奪還を企み、1130年2月にジェイハン川に沿ってキリキアに向けて侵攻を開始した。当時のキリキア公レヴォン1世はボエモンの侵攻に対抗すべく、ダニシュメンド朝のガーズィー総督に救援を求め、ガーズィーは進軍中のボエモン軍に対して奇襲を仕掛けた。ボエモンと彼の軍団は戦闘で一方的に虐殺された。シリア人の歴史家ミハイルによれば、ガーズィー軍はボエモンの様相を認識していなかったため、アンティオキア軍の兵士と共にボエモンも殺害してしまったと記している。もしボエモンのことを認識していれば、殺害することなく捕虜に取ることで身代金を公国に対して要求していたであろう。ガーズィーはボエモンの首に防腐処理を施したのちにアイユーブ朝のカリフ、ムスタルシドに送り届けた。

## 家族
ボエモン公はエルサレム王ボードゥアン2世の次女アリックスと結婚した。両者の間には1女コンスタンスがいたが、ボエモンが戦死した1130年にはまだ2歳であった。アリックス公妃はコンスタンスの摂政という形で政治に関与しようと試みた。しかしアンティオキア諸侯はアリックスではなくボードゥアン王を摂政に推していた。ボエモンの死後、シチリア伯ルッジェーロ2世はアンティオキア公国における自身の正当な継承権を主張したものの、結局コンスタンスに対してそれを行使することはできなかったとされる。

## 文献
- Asbridge, Thomas (2000). The Creation of the Principality of Antioch, 1098–1130. Boydell Press. ISBN 978-0-85115-661-3
- Barber, Malcolm (2012). The Crusader States. Yale University Press. ISBN 978-0-300-11312-9
- Houben, Hubert Graham A. Loud and Diane Milburn訳 (2002). Roger II of Sicily: Ruler between East and West. Cambridge University Press. ISBN 0-521-65208-1
- Nicholson, Robert L. (1969). “The Growth of the Latin States, 1118–1144”. In Setton, Kenneth M.; Baldwin, Marshall W.. A History of the Crusades, Volume I: The First Hundred Years. The University of Wisconsin Press. pp. 410–447. ISBN 0-299-04844-6
- Norwich, John Julius (1992). The Normans in Sicily. Penguin Books. ISBN 978-0-14-015212-8
- Runciman, Steven (1989). A History of the Crusades, Volume II: The Kingdom of Jerusalem and the Frankish East, 1100–1187. Cambridge University Press. ISBN 0-521-06162-8